# سونيك أدفنشر
سونيك أدفنشر (بالإنجليزية:Sonic Adventure) و(باليابانية:ソニックアドベンチャー) هي لعبة فيديو أنتجت لعبة سيجا وبرمجته سونيك تيم وهي على الجهاز دريم كاست. أطلقت اللعبة في اليابان في تاريخ 23 ديسمبر عام 1998.

## روابط خارجية
- سونيك أدفنشر على موقع IMDb (الإنجليزية)